# 大館警察署
大館警察署（おおだてけいさつしょ）は、秋田県大館市にある秋田県警察が管轄する警察署の一つである。

## 管轄区域
- 大館市

## 所在地
国道7号沿いにあり、秋田県道102号大館鷹巣線から大館南バイパス、秋田自動車道への接続も容易であることから大館市各方面への交通の便がよい。大館市消防本部大館消防署、自動車学校が隣接する。
- 秋田県大館市根下戸新町1番70号

## 内部組織
- 警務課
  - 広報広聴係
  - 警務係
  - 被害者支援係
  - 留置管理係

- 会計課
  - 会計係

- 生活安全課
  - 生活安全係
  - 女性安全対策係
  - 少年係

- 地域課
  - 地域係
  - 機動警ら係

- 刑事課
  - 庶務係
  - 強行・窃盗犯係
  - 知能犯係
  - 組織犯罪対策係
  - 鑑識係

- 交通課
  - 交通規制係
  - 交通指導係
  - 交通捜査係

- 警備課
  - 警備係

## 交番
（）は所在地。
- 大館中央交番（大館市字馬喰町44番地1）
- 大館駅前交番（大館市御成町1丁目2番4号）
- 比内交番（大館市比内町扇田字伊勢堂岱108番地1） - 運転免許証の更新申請ができる

## 駐在所
（）内は所在地。
- 花岡駐在所（大館市花岡町字前田3番地1）
- 釈迦内駐在所（大館市釈迦内字山神台15番地9）
- 川口駐在所（大館市川口字隼人岱108番地56）
- 池内駐在所（大館市池内字中台100番地）
- 大館南駐在所（大館市二井田字小石台90番地23）
- 大滝駐在所（大館市十二所字間ノ田105番地4）
- 田代駐在所（大館市早口字上野57番地5）
- 独鈷駐在所（大館市比内町独鈷字独鈷63番地2）